# Oreste Nazari
Oreste Nazari (1866 – 1923) è stato un glottologo e indologo italiano.

## Biografia
Allievo di Gaspare Gorresio e continuatore della scuola torinese di indologia da lui fondata nella seconda metà dell'Ottocento, fu docente presso il Liceo classico Vincenzo Gioberti di Torino e insegnò poi Sanscrito e Glottologia all'Università di Palermo.

## Opere
- O. Nazari, Il dialetto omerico. Grammatica e vocabolario. Loescher, Torino, 1893
- Nârâyana, Lo Hitopadeça, o Buono ammestramento, tradotto dal sanscrito da O. Nazari, Torino, Loescher, 1896
- O. Nazari, I dialetti italici. Grammatica, iscrizioni, versione, lessico, Milano, Hoepli, 1900
- O. Nazari, La concezione del Mondo secondo il Bhagavagîta, Pavia, Premiato Stabilimento Tipografico Successori Bizzoni, 1903, Estratto dalla Rivista Filosofica, diretta dal prof. sen. Carlo Cantoni, novembre-dicembre 1903